# Joaquín Luco Valenzuela
Joaquín Luco Valenzuela (18 de julio de 1913-19 de julio de 2002), fue un médico y científico chileno. Experto en fisiología, farmacología, y además fue el primer chileno en especializarse en neurociencia.
Fue Profesor Visitante en 9 universidades y centros de investigación en España, Estados Unidos, Inglaterra, Suecia, Argentina, México y Uruguay.

## Primeros años de vida
Fue hijo de Joaquín Luco Arriagada, quien fue un  médico y profesor de Neurología y Psiquiatría de la Universidad de Chile y su madre fue  Estela Valenzuela Labbé.[cita requerida]
Estudió su preparatoria en el English Catholic School y las Humanidades en el Instituto Nacional. En 1929 ingresó a la Escuela de Medicina de la Universidad de Chile, donde concluyó sus estudios en 1935 titulándose como Médico cirujano en junio de 1936 con la tesis “Nuevo sistema de perfusión con la preparación cardio-pulmonar algunos aspectos de la regulación de la glicemia”. Es durante esta época donde inició su carrera como investigador.
Hitos durante sus estudios en la Universidad de Chile
- En 1931 se desarrolló como alumno ayudante en la cátedra del profesor español Jaime Pi y Suñer.
- Recibió el Premio Clin, destinado al mejor alumno de la promoción. Por su tesis siendo aún estudiante.
- En 1935 fue nombrado Jefe de Trabajos Prácticos de Fisiología
- La Sociedad Médica de Santiago le confirió el Premio Ramón Corvalán Melgarejo, creado para el mejor trabajo de investigación del año 1936.

### Matrimonio e hijos
Durante su vida estuvo casado con doña Inés Franzoy y fue padre de Joaquín, Javier, Inés y Cristián.

### Estudios en extranjero
Luego de titularse viaja a Estados Unidos para continuar con sus estudios en la Universidad de Harvard donde estuvo tres años gracias a que en 1937 consiguió un estipendio de la Fundación Guggenheim. Es en esta época durante su estadía en Harvard donde se formó como neurofisiólogo con el científico estadounidense Walter Cannon, con quien estudió la transmisión sináptica e hizo contribuciones importantes en este campo que aparecieron en 7 publicaciones, la primera de ellas en 1937 en el American Journal of Physiology.
En un viaje a Santiago en 1937 contrajo matrimonio con Inés Franzoy y con ella regresó a Estados Unidos. El matrimonio fue realizado el 18 de julio, día en que cumplía 24 años de edad. Al año siguiente 1938 nace en Estados Unidos su primer hijo, Joaquín.

## Trayectoria profesional
De vuelta a Chile en 1939 es nombrado director de la Escuela de Medicina de la Universidad Católica de Chile a los 26 años de edad, al mismo tiempo que se dedica a enseñar sobre fisiología y farmacología además de iniciar un período multifacético en que se despliegan sus intereses de investigador universitario e impulsor de la ciencia dentro y fuera de la escuela.
En 1949 sus publicaciones son cerca de 40 y en 1941 apareció en el Journal of Neurophysilogy el primer trabajo originado en su laboratorio.
En 1950, funda la primera cátedra de neurofisiología en Chile. Luco fue además, uno de los pioneros en Chile de la profesionalización de la ciencia, en especial de la Neurociencia, preocupándose especialmente de los procesos que rigen a la memoria humana. Utilizando cucarachas para experimentar, Joaquín Luco estudió las reacciones del cuerpo frente a privaciones y estímulos. En 1955, se le otorgó el título de doctor honoris causa de la Universidad Católica de Chile.
Colaboró en la creación de la Escuela de Ciencias Biológicas, establecida en 1952 cerca de 2 décadas antes de la fundación del Instituto de Ciencias Biológicas.
A comienzos de los años 60 se inició la última etapa de sus investigaciones con una línea sobre aprendizaje y memoria, que dio origen entre otras muchas publicaciones, a 2 en Nature en 1964 y 1966 y que culminó con un artículo en Physiology and Behavior
Sus estudios se especializaron en tres áreas de la neurociencia: la función trófica de la neurona, los mecanismos básicos de aprendizaje de los animales invertebrados, y las reinervaciones cruzadas.
Por sus importantes investigaciones, recibió en el año 1975 el Premio Nacional de Ciencias de Chile.
En 1978, año en el que trabajó intensamente en la actividad académica, participó en la creación de la Comisión Nacional de Investigación Científica y Tecnológica y más tarde fue miembro de la Comisión de Graduados de la Escuela de medicina.
En 1981, con motivo del homenaje que se le rindió al cumplir medio siglo en la Escuela de medicina, dio a conocer dos opúsculos de su quehacer literario: "El cuento Cochamó" y el "Poema La casa de Cartagena".
Durante su vida, Joaquín Luco fue mentor de importantes científicos chilenos, y fue amigo de otros destacados hombres de ciencia, tales como Humberto Maturana, Patricio Sánchez y Fernando Orrego Salas.
Además, destacó por ser uno de los fundadores de la Comisión Chilena de Derechos Humanos, en 1978, junto a Jaime Castillo Velasco, Máximo Pacheco Gómez, Juvencio Valle, entre otros.
En vida fue conocido como el “loco Luco”. El año 1981 se retira de la actividad académica. Falleció un día después de cumplir 89 años, el 19 de julio del año 2002.

## Distinciones y reconocimientos
- Doctor honoris causa de la Pontificia Universidad Católica de Chile.[4]
- Doctor honoris causa de la Universidad Austral.[5]
- Miembro de Número de la Academia de Ciencias del Instituto de Chile.[5]
- Profesor Emérito de la Pontificia Universidad Católica de Chile.[5]
- Miembro Académico de la Facultad de Ciencias de la Universidad de Chile.[5]
- Profesor honoris causa de la Universidad de Montevideo.[5]
- Premio Nacional de Ciencias.[6]

## Publicaciones
- Luco, JV; Eyzaguirre, C (1955). «Fibrillation and hypersensitivity to ACh in denervated muscle: effect of length of degenerating nerve fibers». Journal of neurophysiology 18 (1): 65-73. Consultado el 26 de junio de 2019.

- Davidovich, A; Luco, JV (1956). «The synaptic transmission of sympathetic ganglia during wallerian». Acta physiologica latino americana 6 (2): 49-59.

- Vera, C.L; Luco, J.V (1967). «Reinnervation of smooth and striated muscle by sensory nerve fibers.». Journal of neurophysiology 30 (3): 620-627. doi:10.1152/jn.1967.30.3.620. Consultado el 26 de junio de 2019.

- Méndez, J; Aranda, L.C; Luco, J.V (1970). «Antifibrillary effect of adrenergic fibers on denervated striated muscles.». Journal of neurophysiology 33 (6): 882-890. doi:10.1152/jn.1970.33.6.882. Consultado el 26 de junio de 2019.

- Ramírez, B; Luco, J.V. (1973). «Some physiological and biochemical features of striated muscles reinnervated by preganglionic sympathetic fibers». Journal of Neurobiology 4 (6): 525-533. doi:10.1002/neu.480040605.

- Luco, JV (1978). «HISTORY OF THE SOCIETY OF BIOLOGY OF CHILE». ARCHIVOS DE BIOLOGÍA Y MEDICINA EXPERIMENTALES 11 (4): 137-142.

- Luco, JV (1978). «INCREASE OF SYNAPTIC EFFICACY AS A CORRELATE TO LEARNING IN BLATTA-ORIENTALIS». PHYSIOLOGY & BEHAVIOR 21 (5): 743-747. Consultado el 26 de junio de 2019.

- Inostrosa, NC; Méndez, B; Luco, JV (1979). «ACETYLCHOLINESTERASE LIKE THAT OF SKELETAL-MUSCLE IN SMOOTH-MUSCLE RE-INNERVATED BY A MOTOR-NERVE». NATURE 280 (5722): 504-506. doi:10.1038/280504a0. Consultado el 26 de junio de 2019.

- Luco, JV (1980). «CENTRAL PATTERN GENERATORS AND SENSORY INPUT». BEHAVIORAL AND BRAIN SCIENCES 3 (4): 557-557. Consultado el 26 de junio de 2019.

- BEHRENS, MI; FERNÁNDEZ, O; LUCO, JV (1980). «MODIFICATION OF THE ROSENBLUETH PHENOMENON BY BLOCKAGE OF AXONAL FLOW». BRAIN RESEARCH 194 (2): 521-524. doi:10.1016/0006-8993(80)91235-4. Consultado el 27 de junio de 2019.